# مکائوی سرآبی
مکائوی سرآبی (نام علمی: Primolius couloni) نام یک گونه از سرده مکائوهای سبز است.